# Laemophloeus inauditus
Laemophloeus inauditus là một loài bọ cánh cứng trong họ Laemophloeidae. Loài này được Grouvelle miêu tả khoa học năm 1911.